# بحر المنسرد
بَحْرُ المُنْسَردِ أو بَحْرُ القَرِيبِ هو بحر مهمل من بحور دائرة المشتبه التي تحوي السَّرِيع والمُنْسَرِح والخَفِيف والمُضَارِع والمُقْتَضَب والمُجْتَثّ، ووزنه «مَفَاعِيلُنْ مَفَاعِيلُنْ فَاعِلاتُنْ» مرّتين. وهو مقلوب بحر المُضَارِع.

## الأوزان
وزن بحر المنسرد:
ولا يستعمل مجزوءًا.

## الزحافات
أنواع الزحاف فيه:
1. القبض
2. الكف

## الأعاريض والضروب
العروض صحيحة (فَاعِلاتُنْ) والضرب صحيح (فَاعِلاتُنْ).

## أمثلة
قال بعض المولّدين:
وقال آخر: